# 763 (число)
Вижте пояснителната страница за други значения на 763.
763 (седемстотин шестдесет и три) е естествено, цяло число, следващо 762 и предхождащо 764.

## Общи сведения
Седемстотин шестдесет и три с арабски цифри се записва „763“, а с римски цифри – „DCCLXIII“. Числото 763 е съставено от три цифри от позиционните бройни системи – 7 (седем), 6 (шест) и (три).

## Математика
- 763 е нечетно число.
- Факторизация е 7 · 109.
- В двоична бройна система е 1011111011.
- В осмична бройна система е 1373.
- В шестнадесетична бройна система е 2FB.